# Aziatische kampioenschappen schaatsen afstanden 1994
De Aziatische kampioenschappen schaatsen afstanden 1994 werden op 4 en 5 december 1993 op de ijsbaan Makomanai Skating Centre Sapporo te Sapporo, Japan gehouden. Er deden 31 schaatsers, 16 mannen en 15 vrouwen, uit vier verschillende landen, China, Japan, Mongolië en Zuid-Korea, mee.

## Mannentoernooi
| Afstand | Goud            | Zilver            | Brons           |
| ------- | --------------- | ----------------- | --------------- |
| 500m    | Junichi Inoue   | Toshiyuki Kuroiwa | Liu Hui         |
| 1000m   | Junichi Inoue   | Toshiyuki Kuroiwa | Jang Chang-shik |
| 1500m   | Liu Yanfei      | Hiroyuki Noake    | Naoki Kotake    |
| 5000m   | Keiji Shirahata | Hiroyuki Noake    | Naoki Kotake    |
| 10.000m | Keiji Shirahata | Liu Yanfei        | Feng Qingbo     |

## Vrouwentoernooi
| Afstand | Goud            | Zilver        | Brons           |
| ------- | --------------- | ------------- | --------------- |
| 500m    | Lu Jing         | Wang Manli    | Mayumi Yamamoto |
| 1000m   | Lu Jing         | Chiaki Sekiya | Mayumi Yamamoto |
| 1500m   | Chiaki Sekiya   | Emi Tanaka    | Hiromi Yamamoto |
| 3000m   | Hiromi Yamamoto | Emi Tanaka    | Lee Kyeong-nam  |
| 5000m   | Hiromi Yamamoto | Emi Tanaka    | Ko Yeong-hee    |

1994 Sapporo · 
1995 Ulaanbaatar · 
1997 Obihiro · 
1998 Obihiro · 
2000 Ulaanbaatar · 
2001 Harbin · 
2004 Chuncheon · 
2005 Ikaho · 
2007 Changchun · 
2008 Shenyang · 
2009 Tomakomai · 
2010 Obihiro · 
2011 Harbin · 
2012 Astana · 
2013 Changchun · 
2014 Tomakomai · 
2015 Changchun